# Edison Bell
Edison Bell is een Brits platenlabel. 
Edison Bell Record Works, Londen werd begin 1890 opgericht door James Hough, die importeur was van de Edison en Columbia cilinderfonograaf. Vanaf 1898 maakte Hough ook platen (cilinders), in eerste instantie met behulp van een apart bedrijf, Edisonia. Toen Edison in 1904 zijn eigen Europese onderneming opzette, werd Houghs importfranchise ingetrokken, maar de naam Edison-Bell bleef in gebruik. Vanaf 1909 veranderde de officiële naam van Edison Bell in JE Hough Ltd.
In juli 1912 kwam het label van Edison Bell "Winner" op de markt. Het profileerde zich als een "hoogwaardig product tegen een lage prijs" en bleef bestaan tot januari 1935. De Britse Decca Record Company had Edison Bell al eerder, in 1933, opgekocht en bouwde geleidelijk het platenlabel Winner af.